# Школа № 146 (Пермь)
Школа № 146 — муниципальная физико-математическая школа г. Перми.

## История
Компании математиков-олимпиадников ещё в студенческие годы пришла на ум идея создать «свою» школу. У них были силы и энергия, которые они смогли сохранить до момента, когда появилась реальная возможность воплотить мечту в жизнь. Задумывалась школа № 146 как школа-интернат с углублённым изучением предметов. Основатель и директор школы с момента её основания и до 2013 года, Александр Корзняков подчёркивал: «у нас была чётко поставленная цель — дать возможность детям, которые имеют способности в области естественно-математических наук получить достойное образование, получить развитие своих способностей».
Школа функционирует с сентября 1994 года. В 2006 году школа стала победителем национального приоритетного проекта «Образование». Неоднократно становилась лауреатом конкурсов, проводимых фондом Сороса, фондом Форда, фондом «Династия», Академией творческой педагогики и Академией общественных наук. В 2008 году школа внесена на Всероссийскую Доску Почёта.

## Современное положение
МАОУ «Средняя общеобразовательная школа № 146 с углублённым изучением математики, физики, информатики» г. Перми производит набор учащихся с 7 и 8 класса.
При поступлении проводится собеседование по математике за курс общеобразовательной школы. Прошедшие собеседование зачисляются в школу, независимо от места жительства. Занятия проводятся в одну смену, начинаются в 9 часов утра. Наполняемость классов — 30-31 человек.
Изучаемый язык — английский. Те, кто изучал другие иностранные языки, объединяются в начинающую группу. Оригинальная авторская программа по английскому языку позволяет всем учащимся получить полноценные знания. 
В учебном плане школы содержатся все предметы базисного учебного плана в полном объёме, реализуется углубленное изучение математики (8 часов в неделю), физики (4-5 часов в неделю) и информатики (2-4 часа в неделю). Работают предметные факультативы и различные кружки.
На 2024 год запланирован переезд учреждения в более просторное историческое здание на улице Уральской, 110.

## Международные и всероссийские олимпиады
Учащиеся школы завоёвывают большое количество мест на региональных предметных олимпиадах. Школа № 146 занимает первое место в регионе по результатам предметных олимпиад и ЕГЭ среди учащихся седьмых, девятых и одиннадцатых классов (по данным 2009 года).
| Олимпиады          | 2003-2004 | 2004-2005 | 2005-2006 | 2006-2007 | 2019-2020 |
| ------------------ | --------- | --------- | --------- | --------- | --------- |
| областные          | 34        | 40        | 53        | 64        | 154       |
| зональные          | 11        | 8         | 11        | 13        | 124       |
| Всероссийские      | 3         | 5         | 7         | 9         | 97        |
| Премия губернатора | 1         | 5         | 7         | 9         | 103       |

В копилке школы уже 7 медалей различных международных олимпиад. Многократно ученики школы оказывались в составе кандидатов в сборные команды РФ для участия в международных олимпиадах школьников.
В 2001 году на Международной олимпиаде по физике в Лондоне ученик школы Алексей Вахов получил золотую медаль.
В 2004-05 году на Всекитайской олимпиаде по математике ученик школы Максим Калинин получил серебряную медаль.
В 2005-06 году ученица школы Ксения Соловьева получила серебряную медаль на II Международной олимпиаде по естественным наукам в Джакарте, а в 2007 году — золотую медаль на XXXVIII Международной олимпиаде по физике в Иране.
В том же 2007 году Евгений Князев получил серебряную медаль на XVIII Международной олимпиаде по биологии в Канаде.
В 2008-09 году ученик школы Петр Лавров получил золотую медаль V Международной олимпиаде по естественным наукам в Чангвоне, Южная Корея. Лавров также стал победителем Всероссийской олимпиады по физике и турнира памяти А. Н. Колмогорова по математике
В 2008-09 году на Всекитайской олимпиаде по математике ученик школы Александр Антропов получил серебряную медаль.
В 2010-11 году Иван Истомин получил бронзовую медаль на XXII Международной олимпиаде по биологии в Тайване.
В 2016 году Василий Югов завоевал золотую медаль Азиатской олимпиады по физике (APHO 2016) в Гонконге и золотую медаль на XLVII Международной олимпиаде по физике в Цюрихе. В 2017 — золотая медаль Азиатской олимпиады по физике (APHO 2017) и золотую медаль на XLVIII Международной олимпиаде по физике в Индонезии.
В 2018 году Михаил Селюгин завоевал бронзовую медаль олимпиады BaltGeo (г. Валимера, Латвия) и бронзовую медаль международной олимпиады по географии IGeo (г. Квебек, Канада).
Школа не только поставляет призёров и победителей национальных и международных предметных олимпиад, но и способствует развитию олимипад в регионе: по её инициативе в 2010 году были возрождены открытые математические олимпиады, ранее проводившиеся Пермским университетом,
а в 2011 году школа проводила городскую олимпиаду по физике.

## Результаты ЕГЭ и итоговых аттестаций
Процент поступления выпускников ФМШ № 146 в высшие учебные заведения страны более 90 %. При этом ежегодно до одной трети выпуска уезжает получать высшее образование в одну из двух столиц.
В 2009/2010 учебном году результаты сдачи ЕГЭ выпускниками 11-х классов школы отмечены как лучшие в регионе. Одиннадцать выпускников получили максимально возможный балл (100 баллов): четыре ученика по математике, одна ученица по литературе, четыре ученика — по физике, и два ученика по информатике. Школа заняла первое место в регионе по среднему баллу, полученному на ЕГЭ по математике (81,15; у занявшей второе место гимназии № 17 78,97). На следующий год восемь выпускников школы получили сто баллов по различным предметам (второе место после гимназии № 17 с 15 «стобалльниками»).
За годы проведения эксперимента по ЕГЭ (2007—2009) школа лидировала не только по предметам углублённого цикла, но и по общеобразовательным. Средний балл по русскому языку превышает 70 баллов, по математике приближается к 90. Ежегодно несколько выпускников школы показывают результат 100 баллов на экзаменах по различным предметам.
Средние баллы выпускников 11-х классов по ЕГЭ в 2009/2010 учебном году: русский язык — 74,8; математика — 81,0; физика — 74,3; информатика — 85,8; английский — 71,0; биология — 82,0; литература — 80,0.
Средние баллы выпускников 9-х классов на итоговой аттестации 2009/2010 учебного года: математика — 29,1; русский — 38,0; физика — 25,8. Эти баллы намного превышают средние по городу и региону.

## Качество преподавания, награды, отличия
Школа отличается высоким уровнем образования выпускников, в рейтинге школ Перми, составленном в 2010 году, школа занимает первое место. Все они становятся студентами вузов, в том числе самых престижных: МГУ, МФТИ, СПбГУ, МГТУ им. Баумана, МИФИ, РЭШ, РГУНиГ им. Губкина, СПбГУИТМО, и, конечно, ПФ ГУ-ВШЭ, ПНИГУ, ПГТУ. Выпускники школы показывают самые высокие в Пермском крае результаты ЕГЭ. За 20 лет существования школы учащиеся получали более 120 дипломов Всероссийских предметных олимпиад школьников по математике, физике, биологии, информатике, русскому и английскому языкам, химии, географии. Семь раз учащиеся школы становились победителями и призерами международных олимпиад по математике, физике, биологии и естествознанию. Школа входит в ТОП-500 лучших школ России по версии МЦНМО в 2013 году.
Выпускники школы устраиваются на работу в известные российские и международные компании: «Сбербанк», «Газпром», «Schlumberger», «Лукойл» и др. Важную роль в трудоустройстве выпускников в 2000-е годы играла местная компания «Прогноз», которая также была одним из основных спонсоров разных направлений деятельности школы, от дополнительного образования учеников до помощи в организации мероприятий, традиционно проводимых во внеучебное время.

## Педагогический коллектив
По состоянию на 2023 года педагогический коллектив состоит из 41 учителя. В его составе:
- директор — Охотникова Екатерина Геннадьевна.
- заслуженных учителей РФ — 1.
- отличников просвещения — 4.
- почётных работников общего образования РФ — 7.
- Соросовских учителей средней школы — 2.
- учителей высшей категории — 19.

К работе с учащимися привлекаются преподаватели вузов Пермского края и других регионов России.